# Aleksandr Nikolayevich Ostrovsky
Alexander Nikolayevich Ostrovsky (tiếng Nga: Алекса́ндр Никола́евич Остро́вский; 12 tháng 4 năm 1823, Moskva, Đế quốc Nga - 14 tháng 6 năm 1886, Shchelykovo, Kostroma Governorate, Đế quốc Nga) là nhà viết kịch người Nga, thường được coi là người đại diện vĩ đại cho thời kì hiện thực Nga. Là tác giả của 47 vở kịch nguyên thủy, Ostrovsky gần như một tay tạo nên repertoire của dân tộc Nga. Các vở drama của ông nằm trong số những vở được đọc rộng rãi và được biểu diễn thường xuyên trên các sân khấu ở Nga. Các tác phẩm của ông như: Cô gái không có của hồi môn,..